# Susanna van Lee
Susanna van Lee, née vers 1630 et inhumée le 13 janvier 1700 à Amsterdam, est une actrice.

## Biographie
Susanna van Lee naît vers 1630.
En août 1661, elle et son mari, ainsi que d'autres acteurs du théâtre d'Amsterdam, se produisent à Middelburg.
Susanna van Lee fait probablement partie, dès son plus jeune âge, de la troupe de théâtre itinérante de Jan Baptist van Fornenbergh (1624-1697), qui est connue, surtout à l'étranger, sous le nom de "Comédiens de l'Archiduc". Les archives judiciaires suédoises nous apprennent que la compagnie de Van Fornenbergh s'est produite à Stockholm en 1653 pour la reine Christine.
Comme de nombreux acteurs, Susanna van Lee complète son salaire par des revenus provenant d'autres activités. Elle brode des costumes pour le théâtre et loue ses propres vêtements de scène pour les représentations.
Lorsqu'elle meurt en 1700 à l'âge de 70 ans, les cloches de la nouvelle église d'Amsterdam sonnent pendant deux heures lors de ses funérailles. Elle est inhumée le 13 janvier 1700 dans la Runstraat à Amsterdam.